# Острова Шумагина
Острова́ Шума́гина (англ. Shumagin Islands, алеут. Kagigun) — группа островов в восточной части Алеутской гряды в штате Аляска, США.
К островам Шумагина относятся: Унга, Нагай, Попова, Коровина, Большой Конюжий, Малый Конюжий, Семёнова и 14 более мелких островов. Общая площадь — 1192,369 км².
Замечены Витусом Берингом и исследованы 29 августа 1741 года Второй Камчатской экспедицией. Названы в честь умершего от цинги и похороненного там матроса 2-й статьи Никиты Шумагина из команды Витуса Беринга (Никита Шумагин был членом экипажа пакетбота «Св. Пётр»). На острова Нагай участники экспедиции совершили высадку и пополнили запасы пресной воды.
Уступлены Россией США по Договору о продаже Аляски (1867).